# Ди, Джек
Джеймс Эндрю Иннес Ди (родился 24 сентября 1961 года) - английский комик, актер, телеведущий и писатель, известный своим сарказмом, иронией и юмором. Известен в Великобритании тем, что пишет и снимается в главной роли в ситкоме «Lead Balloon» и ведет шоу « I'm Sorry I Haven't A Clue».

## Биография
Родился 24 сентября 1961 году, в семье из трех детей он был самым младшим. Джек Ди учился и в частных и в государственных школах. После окончания средней школы он планировал поступить в театральное училище, но мать убедила его поступить в колледж общественного питания, где он получил диплом официанта.
Первым публичным выступлением Ди было выступление в 1986 году в The Comedy Store, куда он отправился вечером после работы. После этого ему было предложено написать юморески и совершить гастроли.
С начала 1990-х годов он выступал с аншлагом по всей Англии. После того, как в 1991 году он получил награду «Британская комедия» как «Лучший новичок», Ди организовал собственное шоу. Шоу Джека Ди впервые вышло на 4-м канале в феврале 1992 года, что привело его к более широкой аудитории. В 2001 году он выиграл Celebrity Big Brother.
Ди в настоящее время является директором Open Mike Productions, который занимается производством комедийных шоу для телевидения и радио.
Джек Ди женат на Сьюзен Джейн Хетерингтон, поженились в 1986 году. У них четверо детей.

## Награды и звания
- British Comedy Award (1991)
- British Advertising Award (1997)
- British Comedy Award (1997)

## Фильмография
- 1992	Jack Dee Live At The Duke Of York's Theatre
- 1992–1994	The Jack Dee Show
- 1993	The South Bank Show
- 1994	Jack Dee Live At The London Palladium
- 1995	Top of the Pops	Guest
- 1995	The Steal	Wilmot's Servant
- 1996	Jack & Jeremy's Real Lives
- 1997	Clive Anderson
- 1997	The Grimleys
- 1999	Comic Relief
- 1999	It's only TV, But I like It
- 1999	Jack Dee: Live In London
- 1999	Silent Witness	Chris Caldwell
- 2000	Don't Panic: The Dad's Army Story
- 2000–2001	Happy Hour
- 2001	Celebrity Big Brother
- 2001	Trust Me I'm a Celebrity
- 2002	Jack Dee Live At The Apollo
- 2002	Dalziel and Pascoe	Dick Dee
- 2003	Comic Relief
- 2003	Jonathan Creek
- 2004	Bob Monkhouse: A BAFTA Tribute
- 2004–2007, 2013	Live at the Apollo
- 2004	Tunnel of Love	Roy	TV movie
- 2005	Comic Aid	Presenter	One-off edition
- 2005	Jack Dee Live Again
- 2006	Mark Lawson Talks To...
- 2006	The Last Drop	Warren
- 2006–2011	Lead Balloon	Rick Spleen	Main cast
- 2007	Dawn French's Boy's Who Do Comedy
- 2007	The Big Fat Anniversary Quiz
- 2007	Jack Dee Up Close
- 2008	Happy Birthday Brucie
- 2008	The Comedy Map of Britain
- 2008–2011	Shooting Stars
- 2009	Kingdom	Judge Jeremey Harding
- 2010	Let's Dance for Sport Relief
- 2010	Channel 4's Comedy Gala
- 2010	A Comedy Roast	Roaster
- 2010	Fry & Laurie Reunited
- 2011	24 Hour Panel People
- 2011	Wall of Fame
- 2011	My Favourite Joke
- 2013	Jack Dee So What: Live
- 2014—	Josh	Geoff	Main cast
- 2015	Alternative Election Night	Himself	Panellist
- 2015–2016	Jack Dee's Helpdesk
- 2015	The Apprentice: You're Fired!	Presenter	Series 11
- 2016	Power Monkeys	Oliver	Main cast
- 2017–2018	Bad Move